# Війна за незалежність Перу
Війна за незалежність Перу (ісп. Guerra de Independencia del Perú) — частина Війни за незалежність іспанських колоній в Америці, що відбувалася на території віце-королівства Перу та Верхнього Перу (сучасні Перу, Болівія, частини Чилі та Аргентини).
Хоча незалежницький рух почався швидко після захоплення Іспанії наполеонівськими військами та ізоляції її від колоній британським флотом. Проте в Перу багаті землевласники та власники промислових підприємств і шахт, що були головною рушійною силою незалежницького руху в інших частинах Латинської Америки, переважно підтримували Корону. Це було викликано як побоюванням індіанських повстань, таких як нещодавнє повстання Тупака Амару II в 1780—1781 роках, так і комерційними інтересами і конкуренцією з Чилі та Аргентиною. В результаті незалежницькі повстання в Уануко в 1812 році та в Куско в 1814—1816 роках, хоча і підтримувалися з вже незалежного Буенос-Айреса, були відносно легко подавлені.
Перелом у війні настав з наступом на віце-королівство військ генерала Хосе де Сан-Мартіна з півдня (1820—1823) та генерала Симона Болівара з півночі (1824). Хосе де Сан-Мартін, який в 1818 році переправився через Анди з Аргентини та розбив невелику армію роялістів у битві при Майпу, в 1820 морем переправився на південь Перу і узяв Ліму, де 28 червня 1821 року проголосив незалежність Перу. Проте військові дії продовжувалися, а остаточно роялісти були розбиті за допомогою сил Болівара у битві при Аякучо.
Після війни за незалежність влада швидко опинилася в руках каудільйо, так за перші 75 років незалежності в Перу влада знаходилася майже виключно в руках військових. Верхнє Перу було розділено в 1815 році, в результаті чого утворилася Республіка Болівія. В 1837 році була ненадовго утворена Перуано-болівійська конфедерація, проте вона розпалася через два роки в результаті військового втручання Чилі.